# 906 Repsolda
Repsolda (asteróide 906) é um asteróide da cintura principal, a 2,6601579 UA. Possui uma excentricidade de 0,0810102 e um período orbital de 1 798,83 dias (4,93 anos).
Repsolda tem uma velocidade orbital média de 17,50630032 km/s e uma inclinação de 11,80185º.
Esse asteróide foi descoberto em 30 de Outubro de 1918 por Arnold Schwassmann.